# Evermannichthys spongicola
Evermannichthys spongicola és una espècie de peix de la família dels gòbids i de l'ordre dels perciformes.

## Morfologia
- Els mascles poden assolir 3 cm de longitud total.[4][5]

## Hàbitat
És un peix marí, de clima subtropical i demersal que viu fins als 27 m de fondària.

## Distribució geogràfica
Es troba a l'Atlàntic occidental central: des de Carolina del Nord i el nord-est del Golf de Mèxic fins a Campeche (Mèxic).

## Observacions
És inofensiu per als humans.